# Women's drum songs
|  | Denne artikel er oprettet af botten Steenthbot ud fra en ekstern database. Den kan derfor have sproglige fejl eller mangler. Denne skabelon kan fjernes efter kontrol af indholdet. |

Women's drum songs er en dansk dokumentarfilm fra 1973 instrueret af Jette Bang og Kaj Mogens Jensen.